# 哥們遊戲
《哥們遊戲》（英語：Buddy Games）是一部2019年的美國喜劇電影，由佐舒·杜咸米爾第一次執導，杜咸米爾、Bob Schwartz和翁菲菲編劇。本片由杜咸米爾、Michael J. Luisi與翁菲菲監製。本片主演是佐舒·杜咸米爾、奧莉薇亞·孟恩、凱文·迪倫、戴克斯·夏普德和尼爾·麥克唐納。
2019年7月，Saban Films獲得了美國的發行權。

## 演員
- 佐舒·杜咸米爾 飾 Bobfather
- 奧莉薇亞·孟恩 飾 Tiffany
- 詹姆斯·羅德 飾 Zane
- 凱文·迪倫 飾 Doc
- 丹·巴克達爾（英语：Dan Bakkedahl） 飾 Shelly
- 席莫斯 飾 Thursty
- 戴克斯·夏普德 飾 Durfy
- 尼克·斯旺森 飾 Bender
- 尼爾·麥克唐納 飾 他自己
- 詹森·艾克爾斯會登場客串飾演Jack Durfy

## 製作
本片由佐舒·杜咸米爾首次執導，杜咸米爾、Bob Schwartz和翁菲菲一起編劇。拍攝於2017年8月在加拿大卑詩省的溫哥華開始。

## 外部連結
- 互联网电影数据库（IMDb）上《哥們遊戲》的资料（英文）